# Svay Rieng FC
Svay Rieng FC – kambodżański klub piłkarski z siedzibą w Phnom Penh. Swoje mecze rozgrywa na Stadionie Olimpijskim w Phnom Penh. W Cambodia League, najwyższej klasie rozgrywkowej w Kambodży, zadebiutował w sezonie 2008. 
Początkowo klub występował pod nazwą Preah Khan Reach FC. W marcu 2013 roku zmienił nazwę na Svay Rieng FC.
Klub swój największy sukces osiągnął w sezonie 2013, kiedy w sezonie zasadniczym zajął 2. miejsce. W fazie play-off najpierw wygrał w półfinale z zespołem Phnom Penh Crown FC 4 – 3, by w finale pokonać drużynę Boeung Ket Rubber Field 1 – 0. 
Zespół Svay Rieng FC triumfował także dwukrotnie w Pucharze Hun Sena. W 2011 roku pokonał w finale 2 - 0 drużynę Build Bright United, natomiast rok później wygrał w finale po dogrywce z zespołem Nagacorp FC 2 - 1.

## Sukcesy
- Mistrzostwo Kambodży: 2013, 2019, 2023/24, 2024/25
- wicemistrzostwo Kambodży: 2010
- 3. miejsce w mistrzostwach Kambodży: 2009, 2011, 2012
- Zwycięstwo w Pucharze Hun Sena: 2011, 2012
- Finał Pucharu Hun Sena: 2008

## Skład
| Nr | Poz. | Piłkarz        |
| -- | ---- | -------------- |
|    | BR   | Sar Sophea     |
|    | OB   | Nen Sotearoth  |
|    | PO   | Prak Mony Udom |
|    | PO   | Soun Veasna    |
|    | PO   | Tum Saray      |

Źródło: Soccerway